# Station Villalba
Station  Villalba is een spoorwegstation in Collado Villalba in de Spaanse regio Madrid dat op 9 augustus 1861 werd geopend. 